# Montserrat (Vorname)
Montserrat ist ein hauptsächlich in Katalonien gebräuchlicher weiblicher Vorname.

## Herkunft und Bedeutung
Montserrat als Name leitet sich ab vom Gnadenbild „Maria de Montserrat“ im katalanischen Kloster Montserrat; dieses wiederum hat seinen Namen von der Gebirgskette Montserrat, deren Namen aus dem lateinischen mons serratus – gezackter Berg entstand.

## Namenstag
Das Fest Unserer Lieben Frau von Montserrat wird am 27. April gefeiert und ist der Namenstag für die Trägerinnen des Namens Montserrat.

## Namensträgerinnen
- Montserrat Alavedra i Comas (1945–1991), katalanische Sopranistin und Musikpädagogin
- Montserrat Caballé (1933–2018), spanische Opernsängerin (Sopran)
- Montserrat Carulla (1930–2020), spanische Schauspielerin
- Montserrat Figueras  (1942–2011), katalanische, auf Alte Musik spezialisierte Sopranistin
- Montserrat González (* 1994), paraguayische Tennisspielerin
- Montserrat Grases (1941–1959), katalanisches Mitglied der katholischen Organisation Opus Dei
- Montserrat Gudiol (1933–2015), katalanische Malerin
- Montserrat Marañón (* 1974), mexikanische Schauspielerin für Film, TV und Theater
- Montserrat Roig (1946–1991), katalanische Schriftstellerin und Journalistin
- Montserrat Tomé (* 1982), spanische Fußballspielerin und -trainerin
- Montserrat Torrent i Serra (* 1926), spanische Organistin

Zweitname
- Maria Montserrat Alvarado, mexikanisch-US-amerikanische Journalistin und Moderatorin